# O Cafona
O Cafona é uma telenovela brasileira, produzida e exibida pela TV Globo de 24 de março a 20 de outubro de 1971, em 183 capítulos. Substituiu Assim na Terra como no Céu e foi substituída por Bandeira 2,. sendo a 14ª "novela das dez" exibida pela emissora.
Escrita por Bráulio Pedroso, marcou a estreia do escritor na Globo. A direção foi de Daniel Filho e Walter Campos.
Foi a primeira telenovela a apresentar a famosa legenda "Qualquer semelhança com pessoas vivas ou mortas ou com fatos reais terá sido mera coincidência". Bráulio Pedroso, por fim, admitiu que se baseou em acontecimentos e pessoas reais. Também foi a primeira telenovela que, pelo sucesso de vendagens de sua trilha sonora nacional, recebeu uma trilha internacional.

## Sinopse

Marília Pêra e Francisco Cuoco em O Cafona, 1971. Arquivo Nacional.

A trama principal gira em torno de Gilberto Athayde, conhecido como Gigi, um viúvo simples e rude que se tornou um novo-rico graças ao crescimento da sua rede de supermercados. Vive com a filha, a rebelde Dalva, apaixonada por um homem mais velho: o aspirante a modelo Pietro, herdeiro de uma família falida, e sonha ser aceito pela alta-sociedade carioca casando-se com uma socialite.
Surgem duas possibilidades de casamento para Gigi: Malu, filha de Fred Bastos, milionário falido que visa acabar com seus problemas financeiros através do casamento rentável da filha. Fred é casado com a sofisticada e ponderada Heloísa, mãe de Malu, mas mantém um caso extraconjugal com Vera, bela e sedutora editora de uma revista de Nova York; e Beatriz, ex-mulher do avarento empresário Gastão Monteiro, com quem vive às turras, que se preocupa apenas em posar para capas de revistas como uma das mais elegantes das colunas sociais. Unindo os dois mundos, está a secretária Shirley Sexy, que sonha em ser atriz e é perdidamente apaixonada pelo patrão Gigi.
Há também a história de Cacá,  filho de Gastão advindo do primeiro casamento, Júlio e Rogério, três jovens que pretendem fazer o filme mais radical do cinema brasileiro: Matou o Marido e Prevaricou o Cadáver. Contam com a ajuda da jovem escritora Lúcia Esparadrapo e do Profeta, guru das praias do Rio de Janeiro, secretamente apaixonado pela doce e tímida viúva Roseli. Todos eles moram numa comunidade hippie, no bairro de Santa Teresa, onde também reside Shirley Sexy, convidada pelo trio para estrelar o filme.

## Elenco
| Interprete      | Personagem                                |
| --------------- | ----------------------------------------- |
| Francisco Cuoco | Gilberto Athayde do Espírito Santo (Gigi) |
| Marília Pêra    | Shirley Sexy                              |
| Tônia Carrero   | Beatriz Monteiro                          |
| Paulo Gracindo  | Frederico da Silva Bastos (Fred)          |
| Renata Sorrah   | Maria Luíza da Silva Bastos (Malu)        |
| Álvaro Aguiar   | Gastão Monteiro                           |
| Ilka Soares     | Vera                                      |
| Ary Fontoura    | Profeta                                   |
| Isabel Teresa   | Heloísa da Silva Bastos                   |
| Felipe Carone   | Jairton Saca-Rolhas                       |
| Mírian Müller   | Roseli                                    |
| Osmar Prado     | Carlos Monteiro (Cacá)                    |
| Marco Nanini    | Júlio (Julinho)                           |
| Carlos Vereza   | Rogério                                   |
| Djenane Machado | Lúcia Esparadrapo                         |
| Elizângela      | Dalva do Espírito Santo                   |
| Juan de Bourbon | Pietro                                    |
| Suzy Kirbi      | Amélia da Silva Bastos                    |
| Moacyr Deriquém | Eugênio Siqueira                          |
| Roberto Bonfim  | Lazão                                     |
| Vera Manhães    | Neusa                                     |
| André Valli     | Godofredo                                 |
| Sônia Dutra     | Viviana (Vivi)                            |
| Gésio Amadeu    | Amadeu                                    |
| Angelito Mello  | Marcelo                                   |

### Participações Especiais
| Interprete            | Personagem                        |
| --------------------- | --------------------------------- |
| Becky Klabin          | Ela mesma                         |
| Chacrinha             | Ele mesmo                         |
| Eloísa Mafalda        | Madame Margarida                  |
| Eva Christian         | Carla, namorada de Rogério        |
| Ibrahim Sued          | Ele mesmo                         |
| João Zacarias Batista | Zacarias                          |
| José Augusto Branco   | José (Zé), primo de Gigi          |
| Kaly Silva            | Rosa, empregada de Beatriz        |
| Lajar Muzuris         | Chico Gonzales, amigo de Fred     |
| Leonardo Alves        | Léo, mordomo de Heloísa           |
| Márcia Fradique       | Filha de Jairton Saca-Rolhas      |
| Maysa                 | Simone, amiga de Beatriz          |
| Paulo Rezende         | Funcionário do escritório de Gigi |
| René Fernandes        | Dico, amigo de Gigi               |
| Terezinha Moreira     | Deolinda, tia de Gigi             |
| Zózimo Barroso        | Ele mesmo                         |

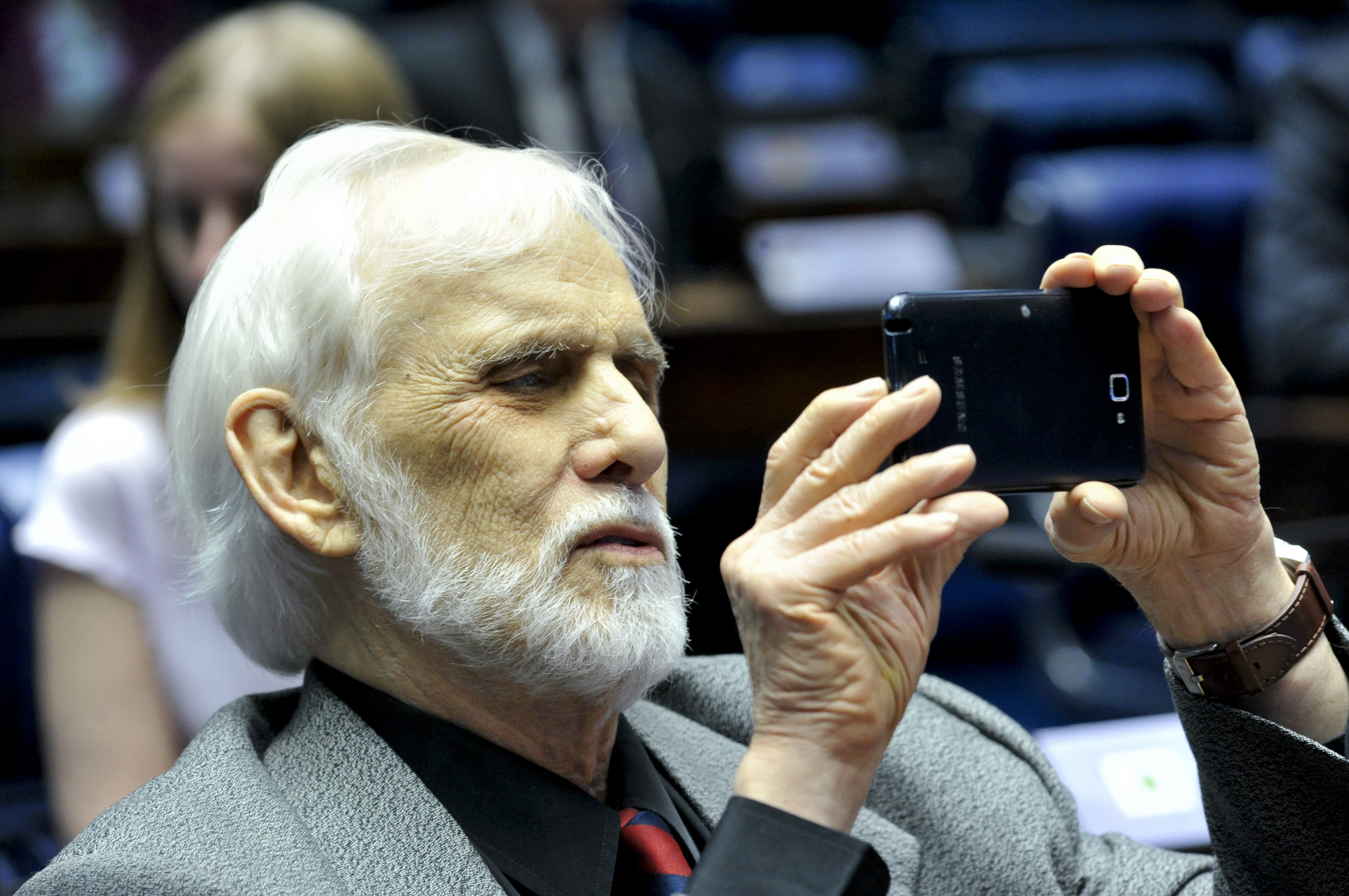
Francisco Cuoco Gilberto Athayde
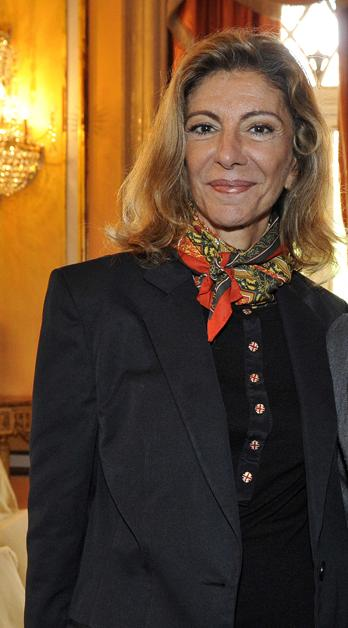
Marília Pêra Shirley Sexy
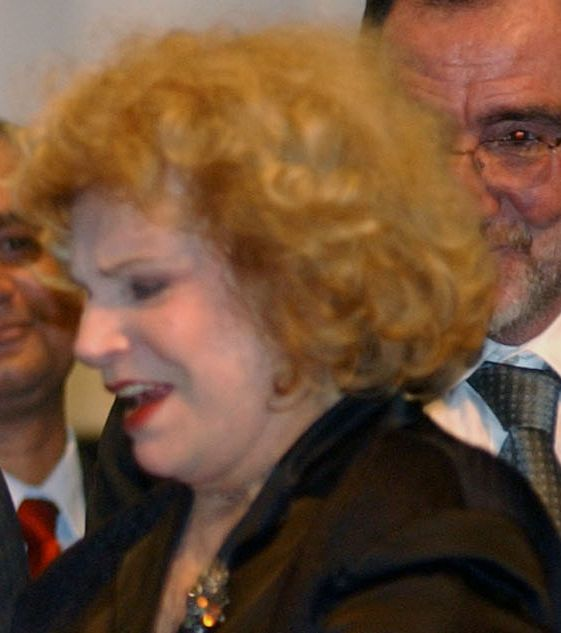
Tônia Carrero Beatriz Monteiro
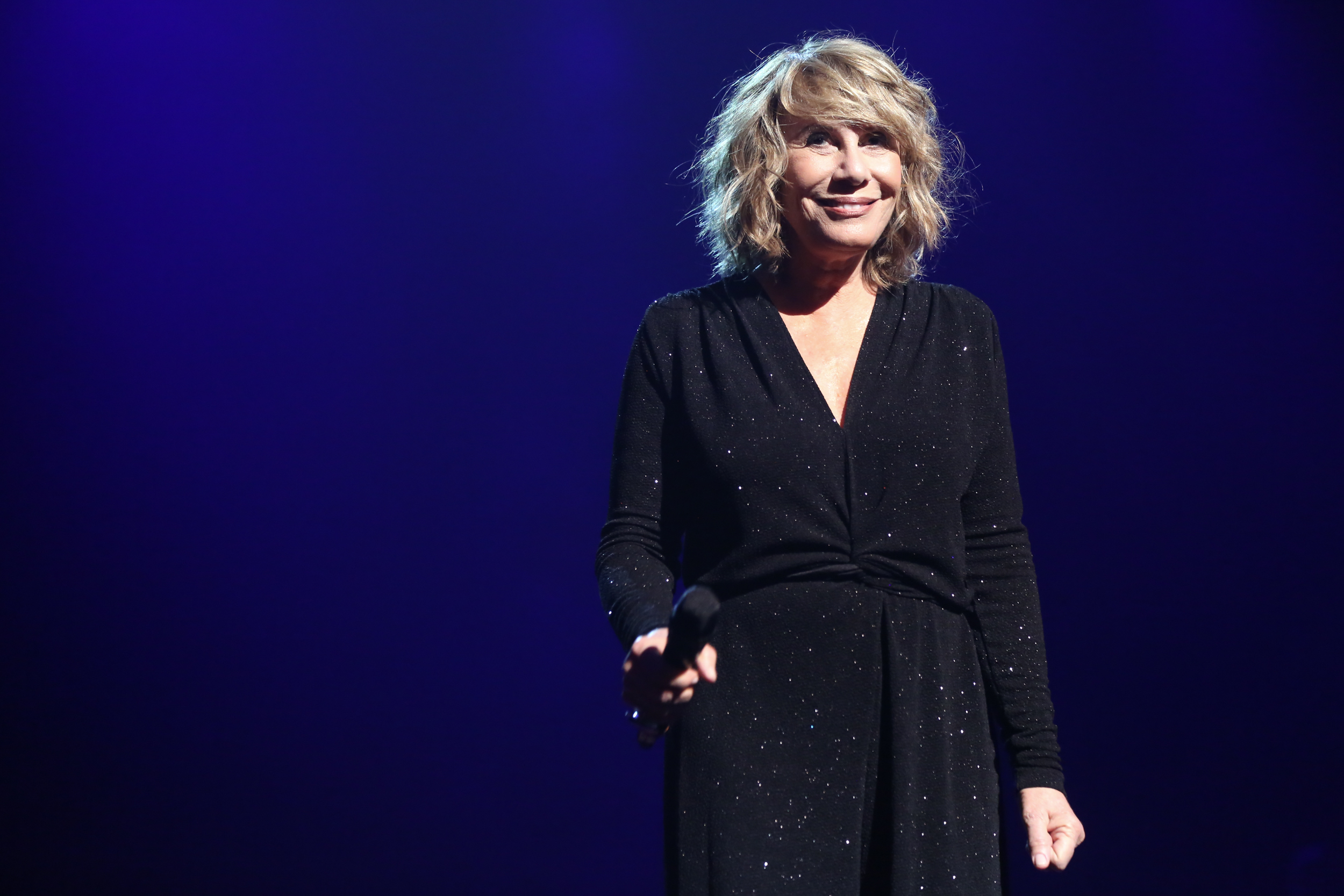
Renata Sorrah Malu Bastos
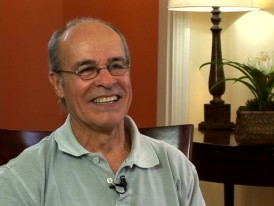
Osmar Prado Cacá
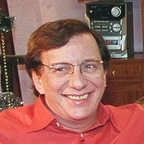
Marco Nanini Júlio
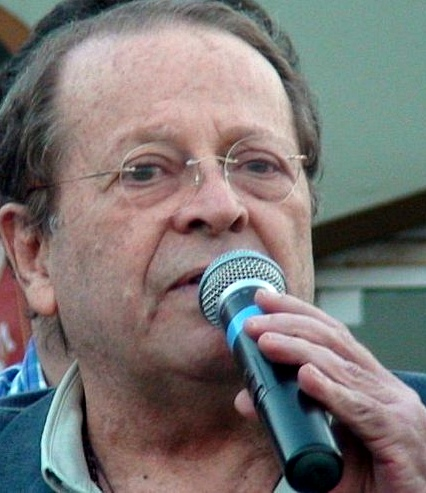
Carlos Vereza Rogério
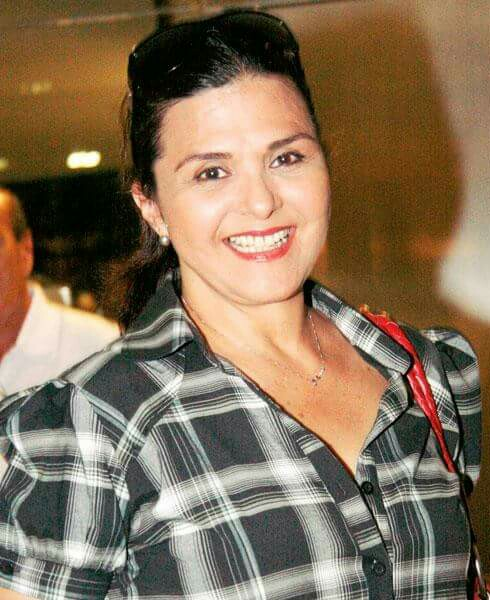
Elizângela Dalva do Espírito Santo
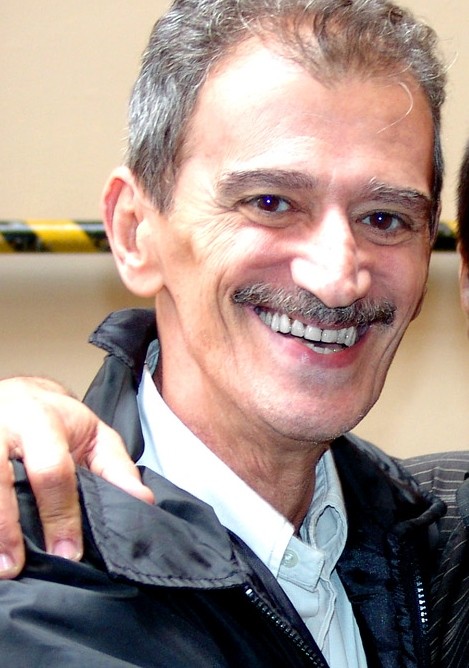
André Valli Godofredo

## Trilha sonora

### O Cafona
O Cafona, conhecido como O Cafona - Volume 1, é a trilha sonora da telenovela brasileira homônima pela TV Globo, lançada em abril de 1971 pela estreia da gravadora Som Livre, como etiqueta fonográfica e divisão da SIGLA (Sistema Globo de Gravações Audiovisuais), conta com coordenação geral de João Araújo (diretor da SIGLA), produtor musical de Nonato Buzar e arranjos foram assinados por Ivan Paulo, Roberto Menescal, Carlos Lyra e Arthur Verocai, reuniu as canções interpretados como Marília Pêra (a estreia da atriz como cantora), Jacks Wu, Orquestra Som Livre, Ângela Valle, Carlos Lyra, Marcos Samy, Paulo Sérgio Valle, Betinho, Marília Barbosa, Pedrinho Rodrigues, Nonato Buzar e Marcelo Guenza, que embalaram as cenas da novela e evocam uma rica tapeçaria de temas centrais da trama, como o choque cultural e a sátira social, a ascensão e adaptação social, a liberdade individual e a contracultura, além dos dramas românticos e familiares dos personagens e reflexões existenciais.
O álbum abre-se com a canção "Shirley Sexy", composição de Fred Falcão e Arnoldo Medeiros, e interpretada pela atriz Marília Pêra, a estreia como cantora, é o tema da personagem homônima Shirley Sexy (vivida pela própria Marília Pêra), uma secretária sensual, provocadora e parte da comunidade hippie de Santa Teresa. A segunda faixa é "Nada Mais", compostos por Roberto Menescal e William Prado, interpretado por Jacks Wu, é o tema da personagem Dalva (vivida por Elizângela), e reflete os dilemas românticos e emocionais da jovem dentro da narrativa. A terceira faixa é "Bia Bia Beatriz", composição de Ivan Lins e Ronaldo Monteiro de Souza, é interpretado pela Orquestra Som Livre, que é o tema da Beatriz (vivida por Tônia Carrero), ex-mulher refinada de Gastão Monteiro, que busca recomeçar sua vida social ao se aproximar de Gilberto, sublinha sua sofisticação, desejo de reabilitação social e obsessão por status. A quarta faixa é "Depois de Tanto Tempo", compostos por Dory Caymmi e Nelson Motta, é interpretada por Ângela Valle, reforçando o clima de reencontro e amadurecimento emocional vivenciado por alguns personagens. "Gente do Morro", a quinta faixa da trilha, compostos por Carlos Lyra e Vinícius de Moraes e interpretado pelo próprio Lyra, é o tema do protagonista Gilberto Athayde (vívido por Francisco Cuoco), reflete o conflito entre sua origem humilde e sua ascensão ao mundo dos ricos, abordando com lirismo a desigualdade social e o contraste entre morro e asfalto. A sexta canção é "Homem de Bem", compostos por César Costa Filho e Aldir Blanc, interpretado por Marcos Samy, é o segundo tema de Gilberto Athayde (vivido por Francisco Cuoco), refletindo o esforço do protagonista em manter sua integridade moral diante das tentações e exigências do mundo elitista. A sétima faixa é a canção-título "O Cafona", composição pelos irmãos Marcos e Paulo Sérgio Valle e interpretada por Ângela Valle (a irmã dos compositores) ao lado do próprio Paulo Sérgio Valle, é o tema de abertura da telenovela, funcionando como uma síntese crítica e bem-humorada da trama. Sua letra aborda com ironia o estigma social do "cafona", refletindo a luta do protagonista para ser aceito em uma elite que despreza sua origem simples.
A oitava faixa é "Lúcia Esparadrapo", compostos por José Carlos Figueiredo, Antônio Carlos Pinto e Ildásio Tavares, e interpretado pelo cantor Betinho, é o tema da personagem homônima Lúcia Esparadrapo (vivida por Djenane Machado), jovem desinibida, excêntrica e ligada ao núcleo hippie e cinematográfico da trama, refletindo a personalidade anticonvencional da personagem e sua inserção no universo da contracultura. A nona canção é "Manequim", composição de Antônio Adolfo e Tibério Gaspar, interpretada por Marília Barbosa, é o tema da personagem Malu (vivida por Renata Sorrah), a jovem ambiciosa que tenta ascender socialmente por meio de seu envolvimento com Gilberto Athayde, explora com sutileza a superficialidade, a vaidade e o jogo de aparências associados à personagem. A décima faixa é "Alta Sociedade", compostos por Nonato Buzar e Marcos Vasconcellos, interpretada por Pedrinho Rodrigues, é o tema do casal Fred e Heloísa (vividos por Paulo Gracindo e Isabel Tereza), refletindo o contraste entre a origem popular do protagonista e os hábitos refinados da esposa, que pertence à elite tradicional carioca. A décima-primeira faixa é "I Get Baby", compostos por Paulinho Tapajós e Arthur Verocai, interpretado por Nonato Buzar, evoca um clima jovial, solar e pop, com levada dançante e letra em inglês, servindo como trilha incidental para cenas mais descontraídas e contemporâneas da trama. A décima-segunda faixa é "Luzes, Câmera, Ação", compostos por Luiz Cláudio e Chico Anysio, e interpretada pelo cantor Betinho, é o tema do núcleo do filme dentro da novela, representando o projeto cinematográfico que Shirley Sexy (Marília Pêra) tenta realizar com apoio de Gilberto Athayde (Francisco Cuoco). A décima-terceira faixa é "Tudo o Que Eu Sou Eu Dei", compostos por Carlos Lyra e Ruy Guerra, e interpretado por Sérgio Ricardo, é o tema do personagem Profeta (vivido por Ary Fontoura), expressa o espírito filosófico e desencantado do personagem, refletindo sobre valores, identidade e entrega pessoal. A trilha sonora O Cafona encerra com a canção, "Tanto Cara", compostos por Piero Mirigliano e Alberto Mancinotti, interpretado por Marcello Guenza, trata-se do tema romântico do casal Malu e Pietro (vividos por Renata Sorrah e Juan de Bourbon), uma melodia italiana, reflete o sentimento de amor idealizado, profundo e romântico entre os personagens.

### Lista de faixas
| Lado A |                                                 |                                     |                             |         |  |
| N.º    | Título                                          | Compositor(es)                      | Intérprete(s)               | Duração |  |
| 1.     | "Shirley Sexy" (Tema da personagem homônima)    | Fred Falcão Arnoldo Medeiros [ 13 ] | Marília Pêra                | 2:13    |  |
| 2.     | "Nada Mais" (Tema da Dalva)                     | Roberto Menescal William Prado      | Jacks Wu                    | 2:45    |  |
| 3.     | "Bia Bia Beatriz" (Tema da personagem homônima) | Ivan Lins Ronaldo Monteiro de Souza | Orquestra Som Livre         | 2:42    |  |
| 4.     | "Depois de Tanto Tempo"                         | Dory Caymmi Nelson Motta            | Ângela Valle                | 2:39    |  |
| 5.     | "Gente de Morro" (Tema de Gilberto)             | Carlos Lyra Vinícius de Moraes      | Carlos Lyra                 | 2:44    |  |
| 6.     | "Homem de Bem" (Tema de Gilberto)               | César Costa Filho Aldir Blanc       | Marcos Samy                 | 2:55    |  |
| 7.     | "O Cafona" (Tema de abertura)                   | Marcos Valle Paulo Sérgio Valle     | Ângela e Paulo Sérgio Valle | 1:44    |  |

| Lado B |                                                   |                                                                    |                    |         |  |
| N.º    | Título                                            | Compositor(es)                                                     | Intérprete(s)      | Duração |  |
| 8.     | "Lúcia Esparadrapo" (Tema da personagem homônima) | José Carlos Figueiredo Antônio Carlos Pinto Ildásio Tavares [ 13 ] | Betinho            | 1:59    |  |
| 9.     | "Manequim" (Tema da Malu)                         | Antônio Adolfo Tibério Gaspar                                      | Marília Barbosa    | 2:48    |  |
| 10.    | "Alta Sociedade" (Tema de Fred e Heloísa)         | Nonato Buzar Marcos Vasconcelos                                    | Pedrinho Rodrigues | 2:09    |  |
| 11.    | "I Get Baby"                                      | Paulinho Tapajós Arthur Verocai                                    | Nonato Buzar       | 2:17    |  |
| 12.    | "Luzes, Câmera, Acão" (Tema do núcleo do filme)   | Luiz Cláudio Chico Anysio                                          | Betinho            | 2:23    |  |
| 13.    | "Tudo o Que Eu Sou Eu Dei" (Tema do Profeta)      | Carlos Lyra Ruy Guerra                                             | Sérgio Ricardo     | 2:47    |  |
| 14.    | "Tanto Cara" (Tema de Malu e Pietro)              | Piero Mirigliano Alberto Mancinotti                                | Marcello Guenza    | 2:54    |  |

### Recepção
O álbum O Cafona vendeu aproximadamente 100 mil cópias até em agosto do mesmo ano, tornando-se um dos álbuns mais vendidos, e a música "Shirley Sexy" de Marília Pêra, tornou o maior sucesso do disco.

### O Cafona – Volume 2
O Cafona – Volume 2, também conhecido como O Cafona – Internacional, é a segunda trilha sonora da telenovela brasileira homônima exibida pela TV Globo, lançada em agosto de 1971 pela recém-criada gravadora Som Livre (como o selo fonográfico da SIGLA), sendo a primeira trilha sonora internacional produzida especificamente para a novela da emissora.
O álbum é composto por canções em inglês e francês, interpretados por artistas internacionais como o grupo americano Mazon Dixon, o cantor americano Paul Davis, o cantor canadense Marc Hamilton (que canta em francês), Toni Devon, Silver, Lenny Damon, a cantora francesa Sheila, o trio vocal feminino americano The Fuzz, o quarteto de pop rock americano Rose Colored Glass e a cantora Geraldine Hunt com guitarrista Charlie Hodge. As músicas foram selecionadas para ambientar cenas dramáticas, sentimentais e existenciais da novela, evocam temas como o amor idealizado, o desencanto, a juventude rebelde, os dilemas de classe, a solidão, o conflito entre o materialismo e os valores afetivos, todos alinhados ao tom satírico, moderno e reflexivo da trama.

### Lista de faixas
| Lado A |                                     |                |               |         |  |
| N.º    | Título                              | Compositor(es) | Intérprete(s) | Duração |  |
| 1.     | "Acapulco Gold"                     | Randazzo Pike  | Mazon Dixon   | 3:03    |  |
| 2.     | "I Feel Better"                     | Davis J. Barry | Paul Davis    | 2:50    |  |
| 3.     | "Comme j’ai toujours envie d’aimer" | Marc Hamilton  | Marc Hamilton | 3:19    |  |
| 4.     | "Limetime of Love"                  | Reed Stevens   | Toni Devon    | 2:37    |  |
| 5.     | "What Are You Doing Sunday"         | Wine Levine    | Silver        | 2:39    |  |
| 6.     | "I Love You For All Seasons"        | Sheila Young   | Instrumental  | 3:09    |  |

| Lado B |                              |                                     |                                |         |  |
| N.º    | Título                       | Compositor(es)                      | Intérprete(s)                  | Duração |  |
| 7.     | "Bourree Man"                | Capello Saxon                       | Lenny Damon                    | 2:37    |  |
| 8.     | "Le Roi Mages"               | Capuano Shout J. Schmitt C. Carrere | Sheila                         | 3:24    |  |
| 9.     | "I Love You For All Seasons" | Sheila Young                        | The Fuzz                       | 3:09    |  |
| 10.    | "Can't Find The Time"        | Bruce Arnold                        | Rose Colored Glass             | 2:50    |  |
| 11.    | "Leave It All Behind Me"     | Sheila Young                        | The Fuzz                       | 3:01    |  |
| 12.    | "You and I"                  | M. Gentile C. Hodges                | Geraldine Hunt e Charlie Hodge | 2:51    |  |

## Prêmios
Troféu Imprensa (1972):
- Melhor Novela
- Melhor Ator - Francisco Cuoco
- Melhor Atriz - Marília Pêra